# Атомная подводная лодка (фильм, 1959)
«Атомная подводная лодка» (англ. The Atomic Submarine) — американский научно-фантастический фильм режиссёра Спенсера Гордона Беннета.
Основная съемка фильма проходила с середины июня по начало июля 1959 года. Стоковые кадры подводных лодок и взрывов на кораблях чередовались с уже отснятым материалом.
Фильм был выпущен Criterion Collection как часть их DVD "Монстры и безумцы" 23 января 2007 года.

## Сюжет
Подводная лодка уничтожена вблизи Северного полюса таинственным подводным светом. ПОгибают еще несколько судов, правительство временно закрывают полярный маршрут и созывают экстренное совещание в Пентагоне. Присутствуют коммандер Дэн Уэндовер (Дик Форан), капитан атомной подводной лодки "Тигровая акула", и ученый, получивший Нобелевскую премию, сэр Ян Хант (Том Конвей). Министр обороны заканчивает, говоря Уэндоверу, что он должен взять Ханта на новую подводную лодку «Тигровую Акулу» и ее команду для расследования обстоятельств затопления судна и по возможности, устранения их причины.
В ходе плавания экипаж поводной лодки в конечном итоге выявляет причину катастрофы - подводное судно в форме блюдца с единственным прожектором на верхнем куполе. Один из ученых, доктор Клиффорд Кент (Виктор Варкони), показывает фотографию неопознанного летающего объекта, указывая на его сходство с этим подводным НЛО. Подводники начинают понимать, что их добыча внеземная. Коммандир Уэндовер приказывает выпустить самые мощные торпеды с подводной лодки. Они достигают тарелки, но не взрываются, будучи остановлены гелеобразной пастой, исходящей изнутри НЛО. Капитан приказывает таранить тарелку пришельцев. Носоваячасть субмарины пробивает ее нижний борт и оказывается в ловушке.
Абордажная команда проникает на борт тарелки. Они находят одно живое существо, похоже на крупного кальмара. Существо убивает всех кроме одного члена команды. И обясняет, что они изучают Землю и людей, чтобы приспособиться. Оставшийся в живых член абордажной команды стреляет в единственный глаз существа и сбегает. Вернувшись на подводную лодку рассказывает о пришельце и их плане захвата Земли после возвращения. Летающая тарелка поднимается из воды и собирается улететь, но подводная лодка производит залп переделанной в ракету торпедой и поражает цель.

## В ролях
- Артур Франц — капитан-лейтенант Ричард "Рифа" Холлоуэй
- Дик Форан — командир Дэн Уэндовер
- Бретт Хэлси — доктор Карл Нильсон
- Пол Дубов — лейтенант Дэвид Милберн
- Боб Стил — CPO "Гриф" Гриффин
- Виктор Варкони — доктор Клиффорд Кент
- Джой Лэнсинг — Джули
- Селмер Джексон — адмирал Терьюна
- Джек Малхолл — министр обороны Джастин Мердок

## Отзывы
Историк кино Пол Михан рассматривал «Атомную подводную лодку», как "нечто вроде отклонения от обычной формулы фильма "Блюдце"". обозреватель Дэвид Блейксли, в более позднем отзыве, отметил, что главным из необычных элементов является "более острый, чем ожидалось, общественно-политический спор между молодым принципиальным пацифистом и кадровым военным и капитаном подводной лодки-ветераном Второй мировой войны о достоинствах «Войны и мира»".